# Stenocercus humeralis
Stenocercus humeralis — вид ігуаноподібних ящірок родини Tropiduridae. Мешкає в Еквадорі і Перу.

## Поширення і екологія
Stenocercus humeralis мешкають в Андах на півдні Еквадорі, у верхніх долинах річок Катамайо і Самора в провінції Лоха та на півночі Перу, в регіоні П'юра. Вони живуть в гірських хмарних лісах та на пасовищах, на висоті від 2000 до 3000 м над рівнем моря.